# Hab dich lieb, Suzuki-kun!!
Hab dich lieb, Suzuki-kun!! (jap. 好きです鈴木くん！！, Suki Desu Suzuki-kun!!) ist eine Manga-Serie der japanischen Zeichnerin Gō Ikeyamada. Die Serie mit über 2000 Seiten wurde als Original Video Animation, Light Novel und Konsolenspiel adaptiert. 

## Inhalt
Die beiden Jungen Hikaru Suzuki und Shinobu Suzuki, die trotz gleichen Namens nicht verwandt sind, und die Mädchen Sayaka Hoshino und Chihiro Itō gehen gemeinsam in die erste Klasse der Mittelschule. Chihiro und der sportliche Hikaru sind bereits seit langem befreundet und Chihiro ist heimlich in ihn verliebt. Doch Hikaru und die schüchterne Sayaka verlieben sich ineinander, während der reiche und arrogante Shinobu sich in Chihiro verliebt. 
Nach zwei Jahren werden die vier getrennt, sie sehen sich erst im zweiten Jahr der Oberschule mit 17 Jahren wieder.

## Veröffentlichung
Der Manga wurde von Oktober 2008 bis Juni 2012 im Manga-Magazin Shōjo Comic des Verlags Shogakukan in Japan veröffentlicht. Die Einzelkapitel erschienen auch in 18 Sammelbänden. Die Bände der Serie verkauften sich in Japan zunächst jeweils etwa 80.000 mal, die späteren Bände über 110.000 mal.
Egmont Manga und Anime veröffentlichte eine deutsche Übersetzung von April 2011 bis März 2014 in 18 Bänden.

## Adaptionen
Am 18. Dezember 2009 erschien, als Beilage der Shōjo Comic, eine DVD mit einer Original Video Animation auf Grundlage des Mangas. Eine zweite Folge folgte am 26. Juli 2010 in einem Fanbook. 
Eine von Yui Tokiumi geschriebene Light Novel erschien im Dezember 2009 unter dem Titel Suki Desu Suzuki-kun!! – Pure White Love (好きです鈴木くん!!―ピュア・ホワイト・ラブ). Außerdem erschien am 29. Juli 2010 ein Spiel zur Serie unter dem Titel Suki Desu Suzuki-kun!! – 4-nin no Suzuki-kun (好きです鈴木くん！！～４人の鈴木くん～) für Nintendo DS. Es wurde von Idea Factory produziert.